# Aire urbaine de Bressuire
L'aire urbaine de Bressuire est une aire urbaine française centrée sur la ville de Bressuire.

## Caractéristiques
D'après la définition qu'en donne l'INSEE, l'aire urbaine de Bressuire est composée de 1 commune, située dans les Deux-Sèvres. Ses 17 799 habitants font d'elle la 277e aire urbaine de France.
Une seule commune de l'aire urbaine est un pôle urbain.
Le tableau suivant détaille la répartition de l'aire urbaine sur le département (les pourcentages s'entendent en proportion du département) :
| Département | Communes | Communes (%) | Superficie (km²) | Superficie (%) | Population (1999) | Population (%) |
| ----------- | -------- | ------------ | ---------------- | -------------- | ----------------- | -------------- |
| Deux-Sèvres | 1        | 0,3          | 180,59           | 3,0            | 17 799            | 5,2            |

## Communes
Voici la liste des communes françaises de l'aire urbaine de Bressuire.
| Code INSEE | Commune   | Type        | Département | Superficie (km²) | Population (1999) | Densité (hab./km²) |
| ---------- | --------- | ----------- | ----------- | ---------------- | ----------------- | ------------------ |
| 79049      | Bressuire | Pôle urbain | Deux-Sèvres | +0180,59         | +00017 799,       | +00098,56          |
|            | Total     |             |             | +0180,59         | +00017 799,       | +00098,56          |